# Liste des maires de Tinqueux
Cet article dresse une liste par ordre de mandat des maires de Tinqueux, commune française du  département de la Marne proche de Reims. .

## Liste des maires

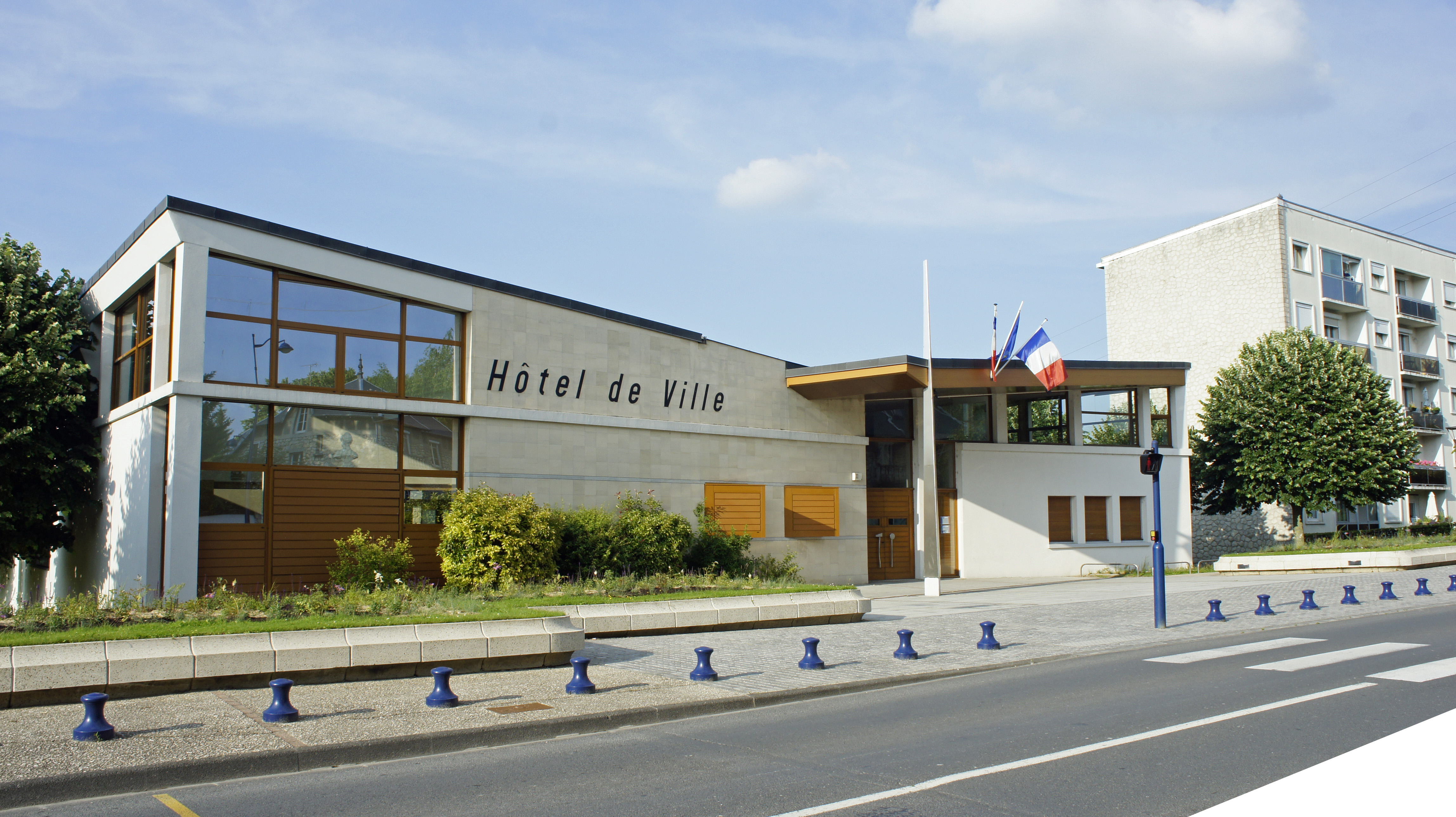
L'hôtel de ville de Tinqueux.

| Période                                  | Période | Identité            | Étiquette | Qualité             |
| ---------------------------------------- | ------- | ------------------- | --------- | ------------------- |
| Les données manquantes sont à compléter. |         |                     |           |                     |
| 1789                                     |         | Jean-Baptiste Motte |           | Cultivateur Meunier |

| Période           | Période                        | Identité                                                      | Étiquette | Qualité |
| ----------------- | ------------------------------ | ------------------------------------------------------------- | --------- | --- |
| 1792              | 1808                           | Jean-Baptiste Motte                                           |           | Cultivateur Meunier Syndic (1789 → ? ) |
| 1808              | 1817                           | Jean-Nicolas Sureau                                           |           | Cultivateur |
| 1817              | 1822                           | Pierre Alexis Coulmaux                                        |           | Cultivateur Adjoint au maire |
| 1822              | 1823                           | Augustin Dérodé                                               |           | Manufacturier Membre de la chambre consultative de Commerce Capitaine de la 1re compagnie de la Garde nationale à cheval |
| 1823              | 1826                           | Henri Dehoche & Jean-Baptiste Wargnier[Passage problématique] |           | |
| 1826              | 1827                           | Claude Guénard                                                |           | |
| 1827              | 1845                           | Jean-Baptiste Wargnier                                        |           | |
| 1845              | 1860                           | Augustin Lantein                                              |           | Manufacturier Commissaire du Bureau de bienfaisance de la ville de Reims |
| 1860              | 1878                           | Jacques Thiéry                                                |           | Propriétaire, limonadier, négociant en vins Conseiller municipal Commissaire du Bureau de bienfaisance de la ville de Reims                                                                                                 |
| 1878              | 1881                           | François Joly                                                 |           | Rentier |
| 1881              | 1892                           | Jacques Thiéry                                                |           | Propriétaire, limonadier, négociant en vins Conseiller municipal Commissaire du Bureau de bienfaisance de la ville de Reims                                                                                                 |
| 1892              | 1901                           | Nicolas Boucton                                               |           | |
| 1901              | 1919                           | Rosa Fiévet                                                   |           | Négociant en bois |
| 1919              | 1925                           | Charles Boucton,                                              |           | Agriculteur |
| 1925              | 1925                           | Édouard Molé                                                  |           | |
| 1925              | 1927                           | Maurice Valade                                                |           | |
| 1927              | 1940                           | Adolphe Gouverneur                                            |           | |
| 1940              | 1943                           | Auguste Humbert & Louis Werkeyn                               |           | Adjoints au maire, gérèrent ensemble la commune de 1940 à 1943, |
| 1943              | 1945                           | Louis Werkeyn                                                 |           | Artisan modeleur |
| avril 1945        | 1983                           | Paulette Billa                                                | PS        | Maraîchère, secrétaire Résistante Conseillère municipale (1944 → 1945) Chevalier de la Légion d'honneur Commandeur de l'ordre national du Mérite                                                                            |
| 1983              | 1995                           | Guy Bazard,                                                   | RPR       | Suppléant du député Jean Falala, |
| 1995              | mars 2015,                     | Jean-Pierre Fortuné                                           | RPR       | Adjoint au maire (1983 → 1995) Suppléant du député Jean Falala Directeur d'une société de transports Conseiller général de Reims-1 (2004 → 2015) 1er vice-président de Reims Métropole (2014 → ? ) Élection annulée en 2015 |
| mars 2015,        | août 2015                      | Maurice Benoist                                               |           | Juge du tribunal de commerce Directeur de l'Effort rémois 1er adjoint au maire chargé de l'aménagement urbain (2015 → ) Conseiller communautaire de Reims Métropole                                                         |
| 3 septembre 2015, | En cours (au 5 septembre 2015) | Jean-Pierre Fortuné                                           | LR        | Directeur d'une société de transports Conseiller départemental de Reims-4 (2015 → 2016 et 2016, → ) 1er vice-président de Reims Métropole chargé du contrôle de gestion et de l'évaluation des politiques publiques,        |